# مارينا سوداكوفا
مارينا سوداكوفا (الروسية: Судакова, Марина Владимировна) مواليد 17 فبراير 1989 في فولغوغراد، هي لاعبة كرة يد روسية تلعب كجناح أيمن. مثلت منتخب روسيا لكرة اليد للسيدات. شاركت في دورة الألعاب الأولمبية الصيفية سنة 2016.

## سجل المنافسة
شاركت في البطولات التالية:
- الألعاب الأولمبية الصيفية 2016
- بطولة أوروبا لكرة اليد للسيدات 2012
- بطولة أوروبا لكرة اليد للسيدات 2016

## الميداليات
| الميدالية | المسابقة                            |
| --------- | ----------------------------------- |
| ذهبية     | الألعاب الأولمبية الصيفية 2016      |
| ذهبية     | بطولة العالم لكرة اليد للسيدات 2009 |
| برونزية   | بطولة أوروبا لكرة اليد للسيدات 2008 |

## روابط خارجية
- مارينا سوداكوفا على موقع الاتحاد الأوروبي لكرة اليد (الإنجليزية)
- مارينا سوداكوفا على موقع أوليمبيديا (الإنجليزية)